# Sakskøbing Station
Sakskøbing Station er en dansk jernbanestation i Sakskøbing på Lollandsbanen, som blev indviet 1. juli 1874.

## Sakskøbing Havnebane
Havnebanen blev indviet 14. oktober 1918 og udgik mod nordøst fra hovedsporet efter overkørslen på Nystedvej. Den fortsatte nord om sportshallen, over Ellekildevej, gennem et mindre parkanlæg, over Saxes Allé, mod nordvest langs Sakskøbing Å og over Brogade ud i Havnegade på vestkajen, hvor der foruden selve kajsporet også var et læssespor.
Havnebanen blev benyttet op i 1990'erne, men godstrafikken ophørte og sporet blev gradvist fjernet og omdannet til cykelsti. Den sidste rest blev fjernet i januar 2003.

### Strækninger hvor banetracéet er bevaret
½ km af havnebanens tracé er bevaret som asfalteret sti:
- Starter ved Ellekildevej
- Krydser Saxes Alle
- Nærmer sig havnen
- Slutter ved Brogade